# Ambodiriana (Antanifotsy)
Ambodiriana – gmina na Madagaskarze, w regionie Vakinankaratra, w dystrykcie Antanifotsy. W 2001 roku zamieszkana była przez 15 122 osób. Siedzibę administracyjną stanowi miejscowość Ambodiriana.